# Aicha vorm Wald
Aicha vorm Wald település Németországban, azon belül Bajorországban. Lakosainak száma 2442 fő (2023. december 31.). Aicha vorm Wald Fürstenstein, Eging am See, Windorf, Tiefenbach és Neukirchen vorm Wald községekkel határos.

## Népesség
A település népessége az elmúlt években az alábbi módon változott:
| Lakosok száma | 1079 | 1814 | 1590 | 2026 | 2405 | 2430 | 2436 | 2434 | 2406 | 2442 |
|               | 1875 | 1950 | 1975 | 1987 | 2012 | 2014 | 2016 | 2017 | 2021 | 2023 |